# ФК Сегед−Чанад Грошич академија
ФК Сегед−Чанад Грошич академија (мађ. Szeged-Csanád Grosics Akadémia), је мађарски фудбалски клуб. Седиште клуба је у Сегедину, Мађарска. Боје клуба су плава и црна. Клуб није правни наследник бивших сегединских тимова, Сегедин АК и Сегедин ЕАЦ
Клуб, у власништву Сегединско-Чанадске Римокатоличке бискупије, добио је име по легендарном мађарском голману Ђули Грошичу.

## Имена клуба
- 2011 — 2019: Сегед 2011
- 2019 — данас: Сегед−Чанад Грошич академија

## Историја клуба
Клуб је 2011. године основао Ласло Киш-Риго, под именом Сегедин 2011. Садашњи стадион је пуштен у употребу 2019. године. Клуб је у то време такође променио име. Од тада клуб делује под садашњим именом.
Због реструктуирања лиге у сезони 2013/14, клуб је био принуђен да игра у НБ III годину дана. У 2019. клуб је направио нови почетак након освајања шампионата у НБ III. Ово се десило на спортском и финансијском нивоу. Од тада, клуб је поново активан на другом нивоу мађарског фудбала.
Нови стадион клуба под именом Сент Гелерт форум је отворен 28. августа 2019. концертом Пласида Доминга.

## Коначна ранг листа од 2011
| 12 |

| 8 |

| 2 |

| 7 |

| 10 |

| 11 |

| 19 |

| 1 |

| 12 |

| 10 |

| 4 |

| 4 |

| Друга лига |

| Трећа лига |

| Друга лига |

| Трећа лига |